# Уайт, Джеймс (писатель)
Джеймс Уайт (1928—1999) — британский писатель-фантаст, один из представителей «новой волны».

## Биография
Джеймс Уайт родился 7 апреля 1928 года в Северной Ирландии, в Белфасте. Родители его неизвестны. Окончил начальную школу Сент-Джонс (учился с 1935 по 1941 годы) и среднюю школу (с 1942 по 1943 годы). Будучи подростком жил с приемными родителями. Хотел изучать медицину, но финансовые возможности помешали этому. С 1943 по 1965 годы работал сначала продавцом, затем клерком и заместителем директора магазина верхней одежды. Женился на Маргарет "Пегги" Саре Мартин (англ. Margaret "Peggy" Sarah Martin), поклоннице научной фантастики. В 1955 году у пары родилась тройня: дочь Патриция и сыновья Мартин и Питер. С 1966 по 1984 годы Джеймс Уайт — заместитель начальника отдела по связям с общественностью компании Sorts Aircraft. Уайт продолжал свою работу в Sorts Brothers, так как его рассказы не приносили достаточно денег, для того чтобы отдать все свое время авторству. В 1980 году он преподавал курс литературы в филиале Образовательной ассоциации трудящихся, в Белфасте. Когда диабет серьезно ослабил его зрение, Уайт досрочно вышел на пенсию в 1984 году и переехал в курортный город Портстьюарт, где он продолжал писать. В течение многих лет он был членом совета Британской ассоциации научной фантастики, а также покровителем Ассоциации фантастической ирландский науки, вместе с Гарри Гаррисоном и Энн Маккефри. Уайт также был большим пацифистом. Джеймс Уайт умер от сердечного приступа 23 августа 1999 года, как раз, когда его романы «Двойной контакт» и «The First Protector» были подготовлены к публикации.

## Творчество
Джеймс Уайт увлёкся научной фантастикой в 1941 году, тогда же познакомился с Уолтером Уиллисом, совместно с которым участвовал в издании фэнзинов «Slant» (1948—1953) и «Hyphen» (1952—1965). Первый рассказ Уайта — «Assisted Passage» — был напечатан в журнале Джона Корнелла «New Worlds», в январском номере за 1953 год. В 1957 году в издательстве «Ace Books» вышел первый роман Джеймса Уайта — «The Secret Visitors». 

Основной темой творчества Дж. Уайта является первый контакт между человеком и инопланетянами. По словам самого Уайта
Попытки понять поведение и мыслительные процессы инопланетян часто помогают лучше понять проблемы человеческие — взаимопонимания, приспособления к чужому, непривычному окружению, наконец, к другому человеку, несмотря на многочисленные различия между ним и вами — от цвета кожи до политических убеждений.
В отличие от многих других английских писателей-фантастов, Уайт не изображает инопланетян врагами и захватчиками, априорно враждебными людям, для него инопланетянин — носитель разума, достойный уважения независимо от внешнего облика. 

Единственным исключением является роман Underkill (1979), в котором инопланетяне предстают в образе религиозных фанатиков-фундаменталистов. 

Наибольшую известность ему принёс цикл произведений «Космический госпиталь», который Уайт писал с 1962 года до конца жизни. Цикл рассказывает о главном госпитале двенадцатого сектора Галактики. Госпиталь — космическая станция из 384 уровней, в котором совместно работают врачи, относящиеся более чем к 80 формам разумной жизни — от теплокровных, дышащих кислородом, до существ, живущих в вакууме и питающихся радиацией.

## Литературные премии
В 1972 году за роман «All Judgement Fled», написанный в 1968 году, Джеймсу Уайту была присуждена премия Еврокон. Роман «Second Ending» (1962) был номинирован на премию «Хьюго», однако проиграл роману Р. Хайнлайна «Чужак в чужой стране». В 1999 году Дж. Уайту была присуждена премия Европейского общества научной фантастики.

## Увековечение памяти
В память Джеймса Уайта издательством TTAPress учреждена премия Джеймса Уайта в размере 250 фунтов стерлингов, вручаемая ежегодно за лучший научно-фантастический рассказ, написанный автором-непрофессионалом, опубликованный в журнале Interzone.

### Цикл «Космический госпиталь»
- Hospital Station (1962, в русском переводе — «Космический госпиталь»[15])
- Star Surgeon (1963, «Звёздный хирург»[15])
- Major Operation (1971, «Большая операция»[15])
- Ambulance Ship (1979, «Скорая помощь»)
- Sector General (1983, «Чрезвычайные происшествия», сборник рассказов)
- Star Healer (1984, «Звёздный врач»[16])
- Code Blue — Emergency (1987, «Межзвёздная неотложка»[17])
- The Genocidal Healer (1991, «Врач-убийца»[18])
- The Galactic Gourmet (1997, «Галактический шеф-повар»[19])
- Final Diagnosis (1997, «Окончательный диагноз»[20])
- Mind Changer (1998, «Космический психолог»)
- Double Contact (1999, «Двойной контакт»)